# Proburnetia
Proburnetia é um gênero extinto de terapsídeo pertencente à família Burnetiidae, que também pertence à subordem Biarmosuchia.
Possui protuberâncias no grande crânio, medindo cerca de 20 cm.
Viveu durante o período Permiano superior na Rússia. Sua alimentação era carnívora.[carece de fontes?]

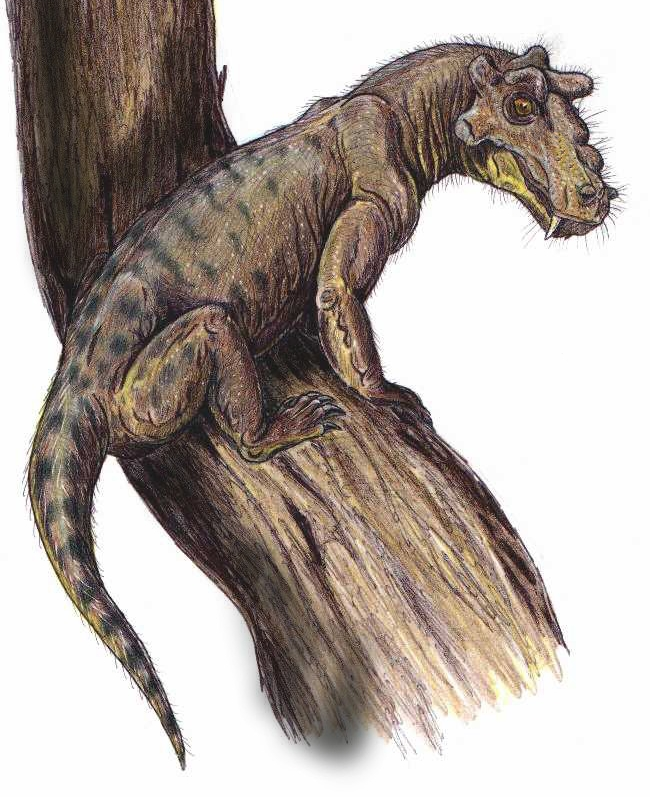
Outra versão ilustrada de corpo inteiro
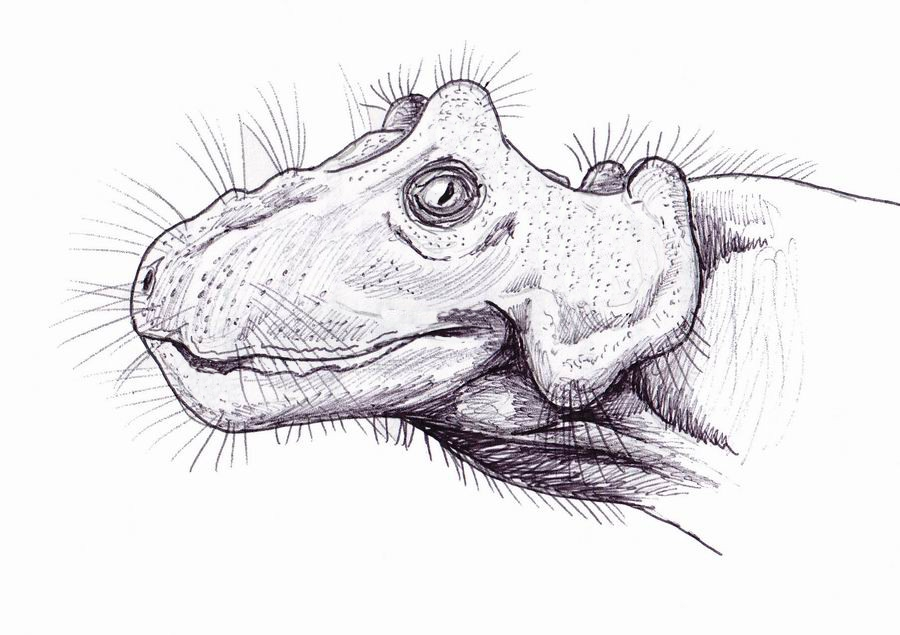
Ilustração da cabeça